# Romblon

Romblons läge i Filippinerna

Romblon är en provins i Filippinerna, i regionen MIMAROPA. Den har 306 500 invånare (2006) på en yta av 1 356 km², uppdelad på ett antal små öar. Den administrativa huvudorten har samma namn som provinsen, Romblon.  Romblon är likaså namnet på en av öarna i provinsen.
Provinsen är indelad i 17 kommuner.